# حشرات خوراکی

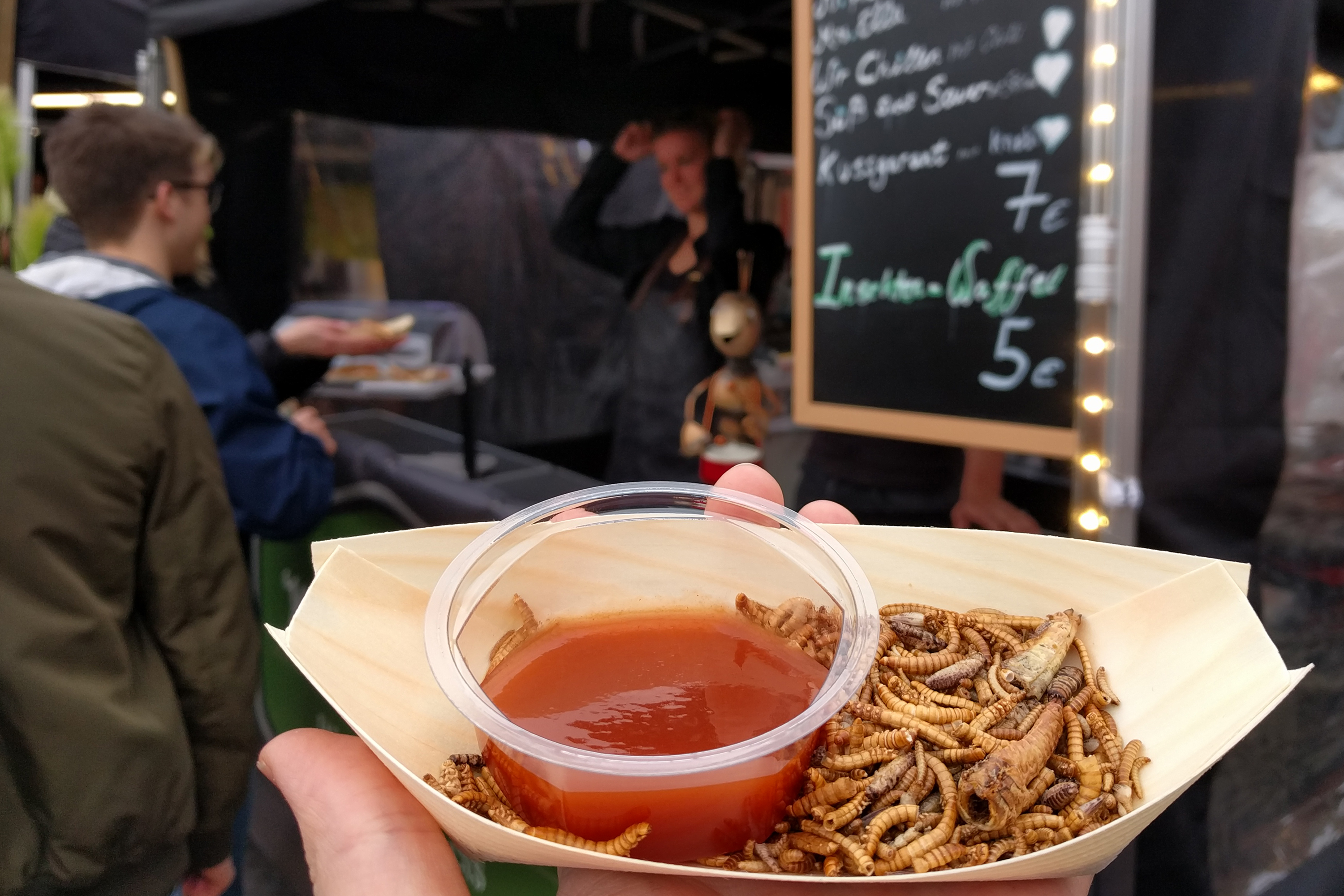
حشرات درسته سرخ شده به عنوان غذای خیابانی در آلمان

حشرات خوراکی گونه‌هایی از حشره هستند که برای استفاده انسانی در فرآوری خوراک مثلاً به صورت درسته یا محتویات در برگر، پاستا یا اسنکها مورد استفاده قرار می‌گیرند. فرایند فرهنگی و زیست شناسانه خوردن حشرات در تغذیه از حشرات تشریح شده‌است.